# Bartolomeo da Ponte Tresa
Bartolomeo da Ponte Tresa (Ponte Tresa, 1495 circa – Ponte Tresa ?, 1557 circa) è stato un pittore svizzero-italiano.

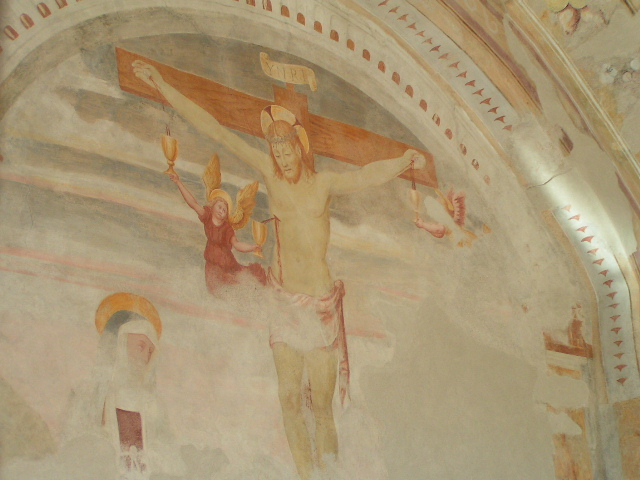
Crocifissione nella cappella di Santa Maria a Caslano

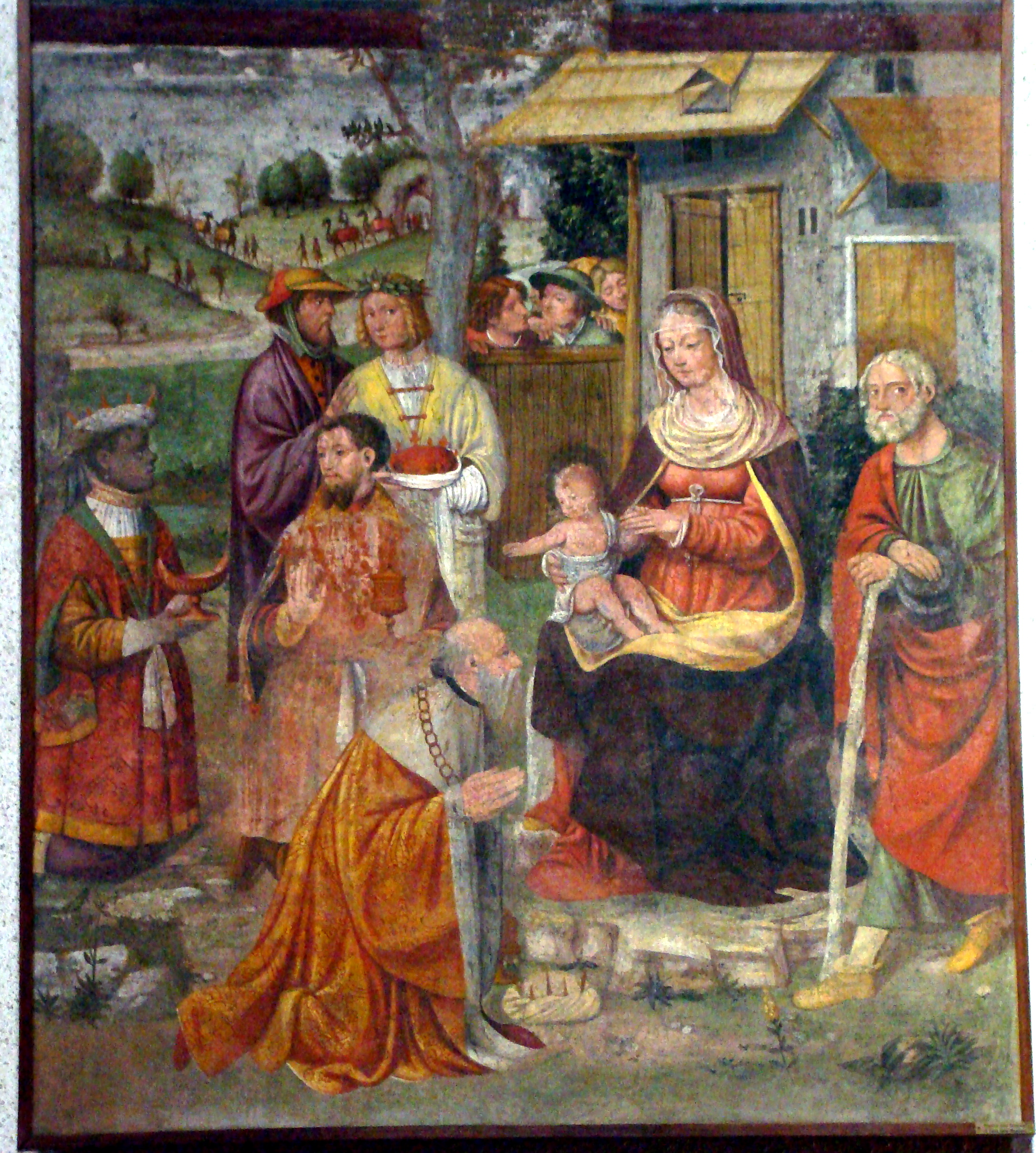
Visita dei Magi. Chiesa di Santa Lucia. Massagno.

Benché egli stesso abbia sempre indicato Ponte Tresa come paese d'origine, non si conosce con esattezza né il luogo né la data di nascita. Si venne a conoscenza di questo autore per la prima volta nel 1970, quando si scoprirono dei suoi affreschi nella Chiesa di Sant'Antonio Abate a Cadegliano Viconago, successivamente restaurati.
Successivamente sono stati individuati altri suoi affreschi a Caslano, nella parrocchiale di Ponte Tresa, nella chiesa di Santa Maria Annunciata di Orselina, nella Chiesa di Santa Maria degli Angeli a Lugano, nel Duomo di Como ed in altre località svizzere e del nord Italia.